# Sérvio Cornélio Maluginense (tribuno consular em 386 a.C.)
Sérvio Cornélio Maluginense (em latim: Servius Cornelius Maluginensis) foi um político da gente Cornélia nos primeiros anos da República Romana, eleito tribuno consular por sete vezes, em 386, 384, 382, 380, 376, 370 e 368 a.C.. 

## Primeiro tribunato consolar (386 a.C.)
Em 386 a.C., foi eleito tribuno consular com Marco Fúrio Camilo, Quinto Servílio Fidenato,  Lúcio Horácio Púlvilo, Lúcio Quíncio Cincinato Capitolino e Públio Valério Potito Publícola.
Quando Anzio (Antium) resolveu se levantar contra Roma, apoiada pelos jovens latinos e hérnicos, o Senado decidiu entregar as operações militares a Fúrio Camilo, que levou consigo seu colega Públio Valério. A Quinto Servílio foi encarregada a missão de organizar um exército que ficaria em território romano para defender a cidade contra um possível ataque dos etruscos. Lúcio Quíncio liderou a defesa da própria cidade de Roma, Lúcio Horácio organizou os suprimentos e a logística para a campanha e Sérvio Cornélio, a administração pública.
Depois de derrotados os volscos, os romanos se voltaram contra os etruscos que estavam cercando Sutri e Nepi, entregando o comando da operação a Fúrio Camilo; Lúcio Quíncio e Lúcio Horácio foram encarregados de supervisionar a reconstrução da zona rural devastada pela campanha contra os volscos.

## Segundo tribunato consular (384 a.C.)
Em 384 a.C., foi eleito novamente, desta vez com Marco Fúrio Camilo, Caio Papírio Crasso, Públio Valério Potito Publícola, Sérvio Sulpício Rufo e Tito Quíncio Cincinato Capitolino.
O ano de 384 a.C. foi marcado pelo processo contra Marco Mânlio Capitolino e que terminou, tragicamente, com sua condenação à morte na Rocha Tarpeia. Marco era um grande adversário de Camilo e o acusava de querer ser rei, justamente a acusação que o levaria à morte.

## Terceiro tribunato consular (382 a.C.)
Em 382 a.C, foi eleito pela terceira vez, com Espúrio Papírio Crasso, Lúcio Papírio Crasso, Lúcio Emílio Mamercino, Quinto Servílio Fidenato e Caio Sulpício Camerino.
Lúcio e Espúrio Papírio comandaram as legiões romanas que derrotaram os habitantes de Velécia e o contingente prenestino aliado enquanto Lúcio Emílio e os demais tribunos receberam o comando das forças deixadas em Roma para a defesa da cidade.

## Quarto tribunato consular (380 a.C.)
Em 380 a.C., foi eleito, segundo os Fastos Capitolinos, com Caio Sulpício Pético, Lúcio Valério Publícola, Cneu Sérgio Fidenato Cosso, Licínio Menênio Lanato, Lúcio Emílio Mamercino, Tibério Papírio Crasso, Lúcio Papírio Crasso (ou Mugilano) e Públio Valério Potito Publícola. Lívio nomeia seis cônsules para o ano: Lúcio e Públio Valério, o primeiro pela quinta vez e o segundo, pela terceira, Caio Sérgio, pela terceira vez, Licínio Menênio, pela segunda vez, e depois Públio Papírio e Sérvio Cornélio Maluginense.
O ano foi marcado pela disputa entre patrícios e plebeus sobre a questão dos cidadãos romanos caídos em escravidão por dívidas. Deste conflito se aproveitaram os prenestinos, que chegaram até a Porta Colina. Para tratar de derrotar o inimigo externo, mas ainda assim limitando os poderes dos tribunos da plebe, o Senado nomeou ditador Tito Quíncio Cincinato Capitolino, que levou os romanos à vitória.

## Quinto tribunato consular (376 a.C.)?
Em 376 a.C., provavelmente foi tribuno com Lúcio Papírio Crasso, Licínio Menênio Lanato e Sérvio Sulpício Pretextato II.

## Sexto (ou quinto?) tribunato consular (370 a.C.)
Em 370 a.C., Sérvio Cornélio foi eleito pela última vez, com Sérvio Sulpício Pretextato, Caio Valério Potito, Lúcio Fúrio Medulino Fuso, Aulo Mânlio Capitolino e Públio Valério Potito Publícola.
As eleições em Roma foram interrompidas por um período de cinco anos, durante os quais não se elegerem tribunos consulares, principalmente por causa do veto imposto pelos tribunos da plebe Caio Licínio Calvo Estolão e Lúcio Séstio Laterano e a causa foi o ataco dos veletros a Túsculo, uma cidade aliada de Roma. Os romanos conseguiram expulsar os atacantes em sua própria cidade, que foi cercada, mas não foi possível capturá-la.

## Sétimo (ou sexto?) tribunato consular (368 a.C.)
Em 368 a.C., foi eleito tribuno consular pela última vez, com Espúrio Servílio Estruto, Lúcio Papírio Crasso, Sérvio Sulpício Pretextato, Tito Quíncio Cincinato Capitolino e Lúcio Vetúrio Crasso Cicurino.
Quando os tribunos da plebe Caio Licínio Calvo Estolão e Lúcio Sêxtio Laterano lideraram as tribos a votarem as suas próprias propostas a favor da plebe, mesmo com o veto expresso dos demais tribunos da plebe, controlados pelos patrícios. O Senado então nomeou Camilo ditador pela quarta vez, nominalmente para dar conta de um ataque dos velétrios, mas principalmente para impedir a votação das leis de Licínio e Sêxtio.
| “ | E como as tribos já haviam sido convocadas a votar e o veto dos colegas não impediu os promotores da lei, os patrícios, alarmados, recorreram a duas medidas extremas: o cargo mais alto e o cidadão acima de todos os demais. Decidiram nomear um ditador e a escolha recaiu sobre Marco Fúrio Camilo, que escolheu Lúcio Emílio como seu mestre da cavalaria. | ” |
|   | — Lívio, Ab Urbe Condita VI, 4, 38. |   |

## Mestre da cavalaria (361 a.C.)
Em 361, Sérvio Cornélio foi escolhido mestre da cavalaria (magister equitum) pelo ditador Tito Quíncio Peno Capitolino Crispino, nomeado para conduzir a guerra contra os gauleses.